# Anna Vissi

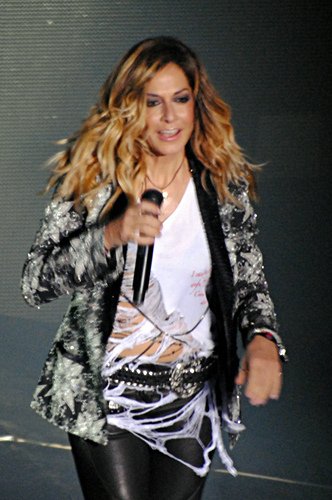
Anna Vissi (2011)

Anna Vissi (griechisch Άννα Βίσση, * 20. Dezember 1957 in Larnaka auf Zypern) ist eine griechisch-zyprische Popsängerin.

## Leben
Vissi wuchs bei ihren Eltern Nestor und Sophia Vissi auf und begann bereits mit drei Jahren zu singen. Sie gründete mit ihren Schwestern Lia und Nicki die Folkband „The Vissi Sisters“. 1973 gewann sie einen zypriotischen Talentwettbewerb und zog in die griechische Hauptstadt Athen. Nach ihrem Abitur unterschrieb sie ihren ersten Plattenvertrag und nahm mit berühmten griechischen Sängern wie Giorgos Dalaras und Haris Alexiou einige Musikstücke auf.
In Den Haag nahm sie am Eurovision Song Contest 1980 mit dem Titel Auto-Stop für Griechenland teil. Sie wurde dort von dem dreiköpfigen Chor The Epikouri begleitet, der nur hierfür gegründet wurde. Sie erreichte Platz 13. Zwei Jahre später nahm sie für Zypern am Eurovision Song Contest 1982 mit dem Lied Mono i agapiteil, der ihr den fünften Platz brachte.
Im Jahr 1983 heiratete sie den Produzenten und Musiker Nikos Karvelas, von dem sie seit 2005 geschieden ist.
Beim Eurovision Song Contest 2006 in Athen, bereits ihre dritte Teilnahme am Wettbewerb, belegte sie den 9. Platz mit dem Lied Everything.
Der Song Eleni wurde im Jahr 2000 von der türkischen Sängerin Hülya Avşar unter dem Titel Sevdim gecovert.

## Diskografie

### Griechische Alben
- 1977: As kanoume apopse mian arhi
- 1979: Kitrino galazio
- 1980: Nai
- 1981: Anna Vissi
- 1982: Eimai to simera kai eisai to hthes
- 1984: Na ’hes kardia
- 1985: Kati simveni
- 1986: I epomeni kinisi
- 1988: Tora
- 1988: Empnefsi!
- 1989: Fotia
- 1990: Eimai
- 1992: Emeis (mit Nikos Karvelas)
- 1992: Lambo
- 1994: Re!
- 1995: O! Kypros
- 1996: Klima Tropiko
- 1997: Travma
- 1998: Antidoto
- 2000: Everything I Am
- 2000: Kravgi (GR Platz 1)
- 2002: X (GR Platz 1)
- 2003: Paraksenes eikones (GR: ×2Doppelplatin )[1]
- 2005: Nylon (GR: Platin)[2]
- 2008: Apagorevmeno (GR: Gold)[3]
- 2010: Agapi ine esi
- 2015: Sinentefxi
- 2019: Iliotropia (GR Platz 1)

### Livealben
- 2018: Hotel Ερμού live 2015–2018 (GR Platz 1)[4]
- 2021: Duets Live (mit Despina Vandi)

### EPs
- 1997: The Remixes
- 2010: Remixes
- 2014: Madwalk Show 2014

### Singles (Auswahl)
- 1995: Eleni
- 1997: Se Thelo Me Thelis (mit Sakis Rouvas)
- 2000: Agapi ipervoliki
- 2000: To Poli Poli
- 2000: Everything I Am
- 2002: Sigharitiria
- 2002: Ekpliksi
- 2003: Psihedelia
- 2003: Ise / Call Me (GR: Gold)[5]
- 2006: Everything (GR Platz 1)
- 2008: Sti Pira
- 2012: Protimo
- 2022: Aima (mit Daphne Lawrence)
- 2022: Gazoza
- 2023: Lekes
- 2024: Se periptosi pou (GR Platz 1)